# 利托奇基
50°45′25″N 30°46′11″E / 50.75694°N 30.76972°E
利托奇基（烏克蘭語：Літочки）是位於烏克蘭北部的村莊，由基辅州布羅瓦里區的扎濟姆亞市鎮負責管轄。該村始建於1550年，面積1.84平方公里，海拔高度100米，2002年人口422，人口密度每平方公里229.4人。